# Тулу
Ту́лу (тулу: ತುಳು) — один из дравидийских языков. Число носителей составляет 1,95 млн чел. (на 1997 год), современное число носителей скорее всего несколько больше. Распространён на юго-западе индийского штата Карнатака (в округах Удипи и Дакшина-Каннада) и в прилегающих приграничных территориях штата Керала. Кроме того имеются носители языка среди эмигрантов в Бангалоре, штате Махараштра и странах Персидского залива.
Рано отделившись от южного прадравидского языка, тулу имеет ряд черт, отсутствующих в тамильском и каннада. Тулу имеет довольно значительные литературные традиции и устное творчество. В качестве письменности использовался оригинальный алфавит тулу, однако с началом XX века он был вытеснен письменностью каннада, которая используется по сей день.
Выделяют 4 диалекта языка, довольно схожих между собой.

## История
Старейшие свидетельства языка восходят к периоду XIV—XV вв. н. э. Надписи, сделанные с использованием письма тулу, найдены вблизи деревни Баркур. Другие надписи были найдены в храме Улур Субрахманья вблизи города Кундапура. Это свидетельствует о использовании языка всего около 600 лет. Многие лингвисты тем не менее полагают, что тулу — один из древнейших дравидийских языков, развивавшийся независимо от прадравидского предка около 2000 лет назад. Это утверждение основано на том факте, что тулу сохранил большинство черт прадравидского языка. Кроме того, тулу был распространён в регионе, известном древним тамилам как Тулунад и описываемом тамильским поэтом Мамулар (200 г. н. э.).
Первыми исследователями языка были немецкие миссионеры Рэв Каммерер и Рэв Мэннер. Каммереру удалось собрать около 3000 слов языка, его работу продолжил Мэннер, издавший в 1886 году словарь языка тулу при поддержке правительства Мадраса. Тем не менее работа этих исследователей не охватила всех аспектов языка.

## Современное положение
Сегодня тулу продолжает использоваться в прибрежной части Карнатаки. Tulu Sahitya Academy, основанная правительством штата, ввела преподавание тулу в ряде школ этого района. Кроме того, язык изучается в Мангалорском университете; имеется отдел исследования тулу и переводов в Дравидийском Университете (Куппам, Андхра-Прадеш). Колледж в Касарагоде, штат Керала, также предлагает курс тулу начиная с 2009—2010 академического года, где он представлен как факультативный предмет.
Исследовательский центр Govinda Pai и MGM College начали проект по составлению словаря тулу в 1979 году. В 1996 году был издан полный шеститомный трехъязычный тулу-каннада-английский словарь.

## Википедия на языке тулу
Существует раздел Википедии на языке тулу («Википедия на языке тулу»), первая правка в нём была сделана в 200? году. По состоянию на 7:43 (UTC) 22 марта 2025 года раздел содержит 2676 статей (общее число страниц — 14 911); в нём зарегистрировано 7419 участников, трое из них имеют статус администратора; 33 участника совершили какие-либо действия за последние 30 дней; общее число правок за время существования раздела составляет 162 918.